# 川俣清音

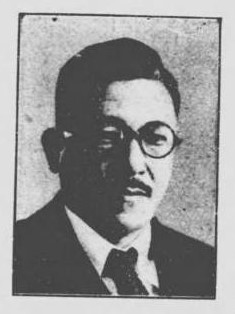
川俣清音

川俣 清音（かわまた せいおん、1899年（明治32年）4月15日 - 1972年（昭和47年）12月7日）は、大正、昭和期の社会運動家、農民運動家、政治家。

## 経歴
明治32年（1899年）5月15日北海道余市郡余市町に生まれる。大正12年（1923年）早稲田大学を卒業する。大学在学中から農民運動に参加し、大正13年（1924年）秋田県で日本農民組合（日農）支部を組織する。日農では中央委員を務め、小坂銅山争議では、加藤勘十、浅沼稲次郎、三輪寿壮らとともに現地に赴き争議を指導する。
昭和5年（1930年）地方無産党から衆議院選挙に立候補するものの落選。昭和11年（1936年）社会大衆党から衆議院議員に初当選する。以後当選通算8回。戦後は日本社会党に所属し、中央執行委員などを歴任する。昭和30年（1955年）の左右社会党統一、社会党結党時には書記長候補に名が挙げられた。
1972年12月7日、糖尿病の悪化により東京共済病院で死去。自宅は東京都世田谷区にあった。

## 親族
- 養子 川俣健二郎（社会党衆議院議員）